# Sclerophrys kassasii
Espèce
Synonymes
- Bufo kassasii Baha el Din, 1993
- Amietophrynus kassasii (Baha el Din, 1993)

Statut de conservation UICN

 LC  : Préoccupation mineure
Sclerophrys kassasii est une espèce d'amphibiens de la famille des Bufonidae.

## Répartition
Cette espèce est endémique de la vallée du Nil en Égypte. Elle se rencontre jusqu'à 150 m d'altitude de Louxor jusqu'au delta du Nil.

## Description
Les mâles mesurent jusqu'à 34 mm et les femelles jusqu'à 38,5 mm.

## Taxinomie
Cette espèce était jusqu'à sa description confondue avec Sclerophrys vittata.

## Étymologie
Cette espèce est nommée en l'honneur de Mohammed Abdel Fattah El-Kassas (1921–2012).

## Publication originale
- Baha El Din, 1993 : A new species of toad (Anura: Bufonidae) from Egypt. Journal of the Herpetological Association of Africa, vol. 42, p. 24–27.